# Sparganothis vocaridorsana
Sparganothis vocaridorsana es una especie de polilla del género Sparganothis, categorizada en la tribu Sparganothini, de la subfamilia Tortricinae.

## Distribución
Se distribuye por América del Norte: Canadá, en la provincia de Saskatchewan.

## Taxonomía
Fue descrita por Kearfott en 1905.
Tratamiento taxonómico
La especie aparece registrada y publicada en Can. Ent. 37: 89.